# Туенти Уан Пайлътс
Twenty One Pilots (също twenty one pilots или TWENTY ØNE PILØTS) е американско дуо от Кълъмбъс, щата Охайо.
Групата е създадена през 2009 г. от Тайлър Джоузеф и приятелите му Ник Томас и Крис Сали, които я напускат през 2011 г. Оттогава членове са Тайлър Джоузеф и Джош Дън. Групата самостоятелно издава два албума: Twenty One Pilots през 2009 г. и Regional at Best през 2011 г. През 2012 г. подписват договор с Fueled by Ramen и през 2013 г. издават студийния албум Vessel. На 19 май 2015 групата издава албума Blurryface, който им носи международен успех.

## Биография

### 2009 – 2011: Създаване иTwenty One Pilots
Групата се заражда в Кълъмбъс, щата Охайо, през 2009 година. Създатели са Тайлър Джоузеф, Ник Томас и Крис Сали – тримата са приятели още от гимназията. Името на бъдещата група Тайлър измисля през студентските си години, докато изучава пиесата „Всички мои синове“ на Артър Милър. В нея се разказва за човек, които съзнателно изпраща повредени самолетни части, за да не загуби пари, и така причинява смъртта на двадесет и един пилота през Втората световна война. Джоузеф обяснява, че разказът за избора между лесното и правилното го е вдъхновил и му помага при вземане на трудни решения. На 29 декември 2009 г. групата самостоятелно издава дебютния си албум Twenty One Pilots и тръгва на турне из Охайо.
През 2010 г. издават кавъри на „Time to Say Goodbye“ и „Jar of Hearts“ и правят многобройни концерти.
На 8 май 2011 г. барабанистът Крис Сали напуска групата, а на 3 юни 2011 г. и бас китаристът Ник Томас напуска. Джош Дън заема мястото на Крис по-късно същата година.

### 2011 – 2012:Regional at Bestи присъединяване къмFueled by Ramen
Групата, съставена само от Джоузеф и Дън, издава самостоятелно втория си албум Regional at Best на 8 юли 2011 г. Двамата правят няколко препълнени концерта, като този в Newport Music Hall в Кълъмбъс привлича вниманието на много лейбъли. Twenty One Pilots решават да подпишат с Fueled by Ramen, които са виновни за успеха на алтернативни изпълнители като Panic! at the Disco, Paramore и други.
Същата година пускат неиздадената песен „Two“ и оригиналната версия на „House of Gold“. Различна версия на „House of Gold“ по-късно е включена в третия им албум, Vessel.
На 11 февруари 2012 г. на официалния си канал в YouTube групата качва музикално видео за неиздадената песен „Goner“. Песента е презаписана през 2015 г. и включена в албума Blurryface.

### 2012 – 2014:Vessel, телевизионен дебют и световно турнеQuiet Is Violent
През април 2012 г., по време на разпродаден концерт в Lifestyle Communities Pavilion, групата обявява, че са подписали договор с Fueled by Ramen, дъщерен лейбъл на Atlantic Records. На 17 юли 2012 издават дебютния си миниалбум (EP), записан от студио Fueled by Ramen, наречен Three Songs. През август 2012 г., отиват на кратко турне с Neon Trees и Walk the Moon. Върху първия си пълнометражен албум Vessel, продуциран от Fueled by Ramen, работят с Грег Уелс, продуцент на световноизвестни музиканти като Адел и Кейти Пери. Той е издаден на 8 януари 2013 г. и достига № 21 в Billboard 200, № 9 в класацията за дигитални албуми, № 17 в класацията на интернет албумите, № 15 в класацията за рок албуми и № 10 в класацията за алтернативни албуми.
На 12 ноември 2012 пускат клипа на песента „Holding on to you“ в YouTube. Песента е първата им, която влиза в американските радиокласации. Достига № 11 в класацията на Billboard за алтернативни песни. На 7 януари 2013 пускат клип на песента „Guns for Hands“, а на 19 април – песента „Car Radio“.
През май 2013 г. Фол Аут Бой обявяват, че Twenty One Pilots ще бъдат подгряващ изпълнител на турнето им за албума „Save Rock and Roll“ през идната есен, заедно с Panic! at the Disco.
На 8 август, по време на Late Night with Conan O’Brien, изпълняват песента си „House of Gold“. Това е и телевизионният дебют на групата.
През 2014 Twenty One Pilots имат многобройни участия в музикални фестивали и други събития като Лолапалуза, Bonnaroo, Boston Calling и Firefly. Затова решават да ги съчетаят с турнето си Quiet Is Violent, което започва през септември 2014 и приключва същата година.
На 24 декември Тайлър участва в Five14 Church’s Christmas в Ню Олбъни. Там той изпълнява „O come, O come, Emmanuel". Официалното видео е качено в YouTube на 14 февруари 2014.
На 31 декември Twenty One Pilots пускат видео за песента „Ode to Sleep“. Също така през декември е издаден клип на песента „Migraine“, но само във Великобритания. Скоро обаче тя бива отстранена.

### 2015 – 2017:BlurryfaceиEmotional Roadshow World Tour
На 16 март 2015 г. Twenty One Pilots обявяват, че новият им албум Blurryface ще бъде издаден на 19 май 2015 г. Клипът към първия сингъл „Fairly Local“ е пуснат на 17 март 2015. На 6 април групата издава видеоклип към песента „Tear In My Heart“. На 27 април е пуснат клип към песента „Stressed Out“. Тя достига № 2 в класацията на Billboard за топ 100 песни и № 1 в престижни класации за алтернативни и рок песни.
Twenty One Pilots издават Blurryface два дена по-рано – на 17 май. От албума са продадени повече от 134 хил. копия в САЩ през първата седмица, което го прави първия № 1 албум на групата в Billboard 200. На 22 май 2016 Blurryface печели „Top Rock Album“ на музикалните награди на „Billboard“, а Тайлър и Джош печелят и „Top Rock Artist“.
Twenty One Pilots тръгват на световно турне Blurryface на 11 май 2015 г. На 31 май 2016 г. започват Emotional Roadshow World Tour, което приключва на 25 юни 2017 г.
На 16 юни 2016 г. пускат песента си „Heathens“, която е част от саундтрака към „Отряд самоубийци“. Видеото за нея е качено на 21 юни. На 14 септември 2016 г. групата прави кавър на баладата на Май Кемикъл Романс „Cancer“, който е включен в трибутния албум Rock Sound Presents: The Black Parade.
На 12 февруари 2017 г. Twenty One Pilots печелят награда Грами за песента си „Stressed Out“ в категорията за най-добро изпълнение на поп група/дуо.

### 2018:TrenchиBandito Tour
След повече от една година затишие, наречено от феновете „Hiatus“, на 11 юли 2018 г. на официалния YouTube канал на групата е качено официално музикално видео за песента „Jumpsuit“ и аудиото на песента „Nico and the niners“, които по-късно се оказват част от новия албум Trench.
На 26 юли е качено официалното музикално видео за „Nico and the niners“, а на 8 август 2018 г. е качено видеото за песента „Levitate“ от „Trench“. Същия месец от тази година е качено аудио за новата песен „My blood“.
На 4 октомври 2018 г. албума „Trench“ е пуснат в YouTube, Spotify, Itunes и др. Той включва 14 песни – вече издадените „Jumpsuit“, „Nico and the niners“, „Levitate“ и „My blood“, както и неиздавани дотогава песни – Morph, Chlorine, Smithereens и други. Обявено е новото турне – „Bandito Tour“, което започва октомври 2018 година и включва Северна Америка и Европа. Логото на групата се променя, а хиляди фенове се обличат в камуфлажно зелено и ярко жълто на всеки от концертите.
На 22 януари 2019 г. в YouTube е качено официалното музикално видео за песента „Chlorine“, включващо анимиран герой, наречен Ned.
На 30 януари 2019 г. групата представя първия си концерт в Европа в Киев, Украйна. В Европа те посещават Русия, Полша, Германия, Италия, Чехия, Нидерландия, Великобритания, Франция, Испания, Ирландия и други.
Печелят награда от iHeart радио за „рок албум на 2019 година“, номинирани са за „любима група“ в Kids Choice Awards.

### 2021:Scaled and Icy
Албумът „Scaled and Icy“ излиза на 21 май 2021 г. Албумът е основно създаден и продуциран в домашното студио на Тайлър Джоузеф за около година в периода на пандемията от COVID-19. Барабанистът Джош Дън работи над барабаните също от своя дом в Калифорния. За създаването на албума двамата комуникират основно дистационно, препращайки си файлове и провеждайки видеоконференции в Zoom.

## Дискография
- Twenty One Pilots (2009)
- Regional at Best (2011)
- Vessel (2013)
- Blurryface (2015)
- Trench (2018)
- Scaled and Icy (2021)
- Clancy (2024)

## Видеография
| Клип              | Премиера         |
| ----------------- | ---------------- |
| Holding on to You | 12 ноември 2012  |
| Guns for Hands    | 7 януари 2013    |
| Car Radio         | 19 април 2013    |
| House of Gold     | 2 октомври 2013  |
| Truce             | 31 декември 2013 |
| Ode to Sleep      | 31 декември 2014 |
| Fairly Local      | 17 март 2015     |
| Tear in My Heart  | 6 април 2015     |
| Stressed Out      | 27 април 2015    |
| Ride              | 13 май 2015      |
| Lane Boy          | 20 юли 2015      |
| Heathens          | 21 юни 2016      |
| Heavydirtysoul    | 3 февруари 2017  |